# 神戸村 (愛知県中島郡)
神戸村（かんべむら）は、かつて愛知県中島郡にあった村。現在の一宮市今伊勢町南部に該当する。
かつてこの地域が伊勢神宮領であり、神戸であったことに由来する。また、村内の酒見神社は元伊勢の中嶋宮と推測される。この神社は、白酒、黒酒を伊勢神宮へ献上していたという。古くから伊勢神宮との関わりがあると推測される。

## 歴史
平安時代に記述された「太神宮諸雑事記」に、尾張国造により、中嶋郡が中嶋神戸として、伊勢神宮領として寄進されたという内容の記述がある。中嶋神戸は、本神戸村と推測される。
江戸時代は尾張藩領であった。

### 行政区画の変遷
- 1889年（明治22年）10月1日 - 新神戸村と本神戸村が合併し、神戸村が発足[1]。
- 1899年（明治32年）8月21日 - 開明村の一部（大字宮後）を編入[2]。
- 1906年（明治39年）5月10日 - 神戸村は開明村、馬寄村と合併し、今伊勢村となる[3]。

## 教育
- 神戸尋常小学校（現・一宮市立今伊勢小学校）

## 神社・仏閣
- 酒見神社
- 野見神社